# 조혜주
조혜주(1995년 4월 18일 ~ )는 대한민국의 배우이자 모델이다.

## 학력
- 중앙대학교 연극학과 학사

## 출연작

### 영화
- 《결혼식》 (2017년)
- 《걸캅스》 (2019년) - 수빈 역
- 《남산의 부장들》 (2020년) - 여대생 역

### 드라마
- 《단지 너무 지루해서》 (웹드라마, 2018년) - 배예슬 역
- 《딩고뷰티 남사친이 남자로 보이게 된 순간》 (웹드라마, 2018년) - 한지수 역
- 《한입만》 (웹드라마, 2018년) - 전희숙 역
- 《사이코메트리 그녀석》 (tvN, 2019년) - 영은 역
- 《빅이슈》 (SBS, 2019년) - 여대리 역
- 《한입만 시즌 2》 (웹드라마, 2019년) - 전희숙 역
- 《검색어를 입력하세요 WWW》 (tvN, 2019년) - 윤동주 역
- 《메모리스트》 (tvN, 2020년) - 어린 서희수 역
- 《아름다웠던 우리에게》 (카카오TV, 2020년) - 강하영 역
- 《재벌집 막내아들》 (JTBC, 2022년) - 진예준 역
- 《꽃선비 열애사》 (SBS, 2023년) - 윤홍주 역
- 《마이데몬》 (SBS, 2023년) - 진가영 역
- 《나의 해리에게》 (ENA, 2024년) - 백혜연 역

### 뮤직비디오
- 김나영 - 솔직하게 말해서 나